# Podismopsis transsylvanica
Podismopsis transsylvanica är en insektsart som beskrevs av Willy Adolf Theodor Ramme 1951. Podismopsis transsylvanica ingår i släktet Podismopsis och familjen gräshoppor. Inga underarter finns listade i Catalogue of Life.